# 로제타 (우주선)
로제타(영어: Rosetta)는 유럽 우주국 (ESA)의 혜성 탐사선이다. 2004년 3월 2일 프랑스령 기아나에서 아리안 5G + 로켓을 이용해 발사되었다.

## 역사
약 11년간 수 차례의 플라이바이를 이용(2005년 - 지구/ 2007년 - 화성표면에서 250km 떨어진 위치에서 궤도수정/ 2007년 - 지구/ 2008년 - 소행성 2867 스테인스/ 2009년 - 지구/ 2010년 - 소행성 21 루테티아) 65억km를 비행하여 2014년 8월 6일에 추류모프-게라시멘코 혜성에 도착했고, 같은 해 11월 12일 세계 표준시 기준 오전 8시 35분에 탐사로봇 필레(Philae)를 혜성으로 투하했다. 그리고 22.5km를 낙하하여 7시간만에 혜성의 표면인 '아질키아'에 착륙했으나 필레는 착륙 과정에서 튕겨져 나오는 걸 방지하는 역분사 엔진이 동작하지 않아 두 번이나 튕겨졌고 예정지에서 250미터가량 떨어진 곳에 불안정하게 내려앉고 말았다. 현 착륙지는 절벽의 옆으로 추정되며, 태양빛이 거의 들어오지 않는 어둠속이다. 고정용 작살도 발사되지 않아 아슬아슬하게 안착해 있는 상황이라, 드릴을 이용하여 혜성 표면을 굴착하여 시료를 채취-분석 하는 과정에서 우주로 튕겨져 나갈지도 모른다는 가능성이 제기 되었다. . 심지어 음지에 착륙한 탓에 현재 배터리가 방전되어, 교신이 끊긴 상태다. 하지만 교신이 끊기기 전 '필레'가 1차 미션을 성공적으로 달성했음이 확인되었으며, ESA는 수개월 후 배터리가 충전되어 필레와의 교신이 가능할 것으로 보고 있다.
중앙 유럽 여름 시간 기준 2015년 6월 13일 22시 28분에 ESA 관제센터에서 필레의 신호를 받았다고 밝혔다. 영하 36도의 환경에서 24와트의 전력을 공급받으면서 정상적인 활동이 가능하다고 한다.
2016년 2월 12일 부로 공식적으로 영구 동면 상태임을 선언했다. 사실상 신호를 다시 받을 가능성은 0%에 가깝기 때문에, 더 이상 명령을 보내지 않을 거라고 밝혔다.
2016년 9월 30일 로제타는 추류모프-게라시멘코 혜성에 추락하여 충돌 직전까지 혜성을 촬영하는 것을 마지막으로 임무를 완전히 종료하였다.

## 같이 보기
- 딥 임팩트 (우주선)
- 지오토 (우주선)
- 핼리 함대
- 스타더스트 (우주선)
- 로제타 돌